# Djemila
Djemila (em árabe: جميلة) é uma comuna localizada na província de Sétif, Argélia. Sua população estimada em 2008 era de 24 145 habitantes.